# Pillbox
Eine Pillbox ist die englische Bezeichnung für kleine ebenerdige Bunker, die insbesondere in Großbritannien in Erwartung einer deutschen Invasion im Zweiten Weltkrieg errichtet wurden. Die Bezeichnung entspricht dem deutschen Wort Pillen- bzw. Tablettendose und ist von der flachen und zum Teil runden Form hergeleitet.

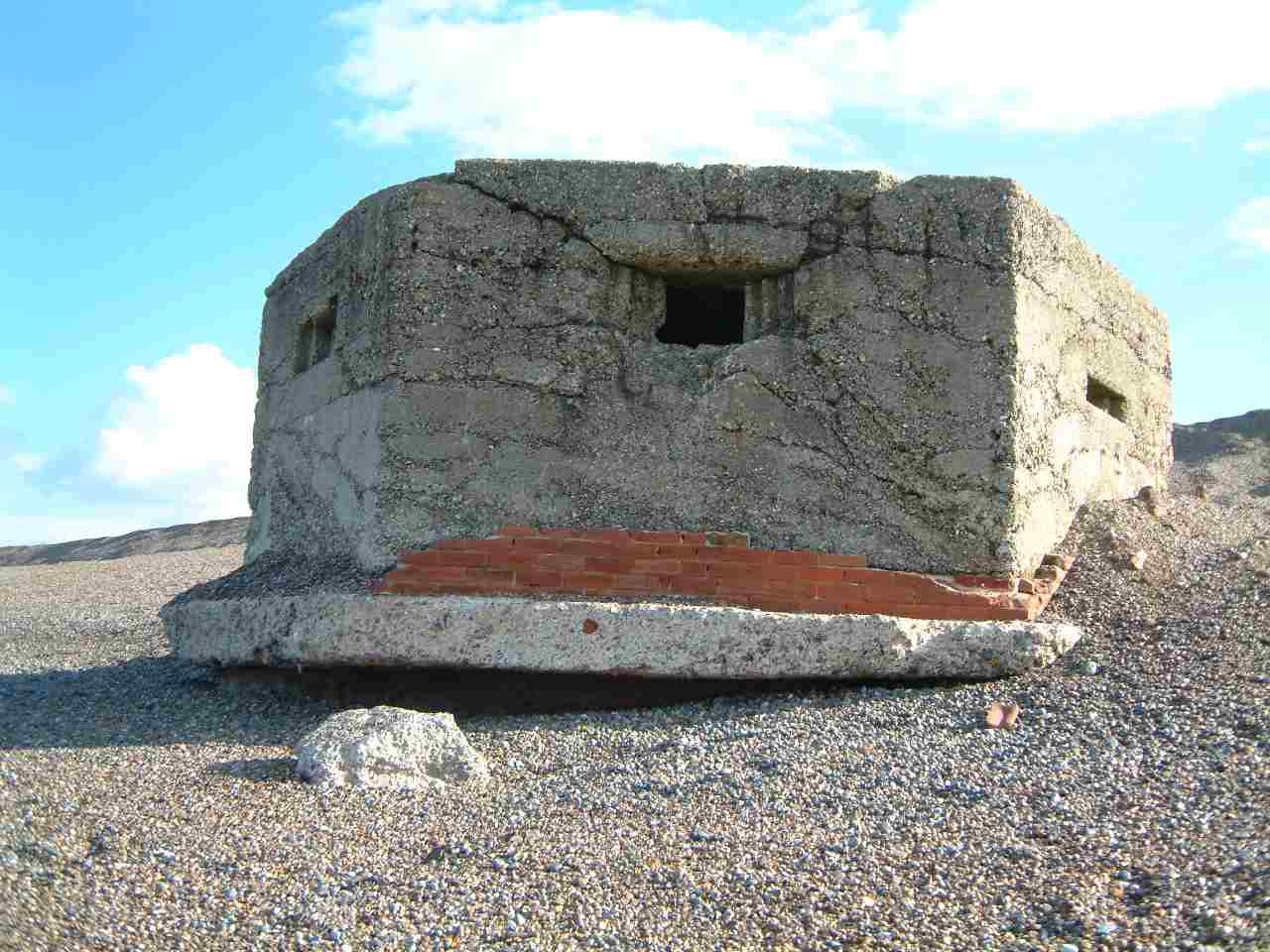
Pillbox (Typ 22) an der Norfolk-Küste

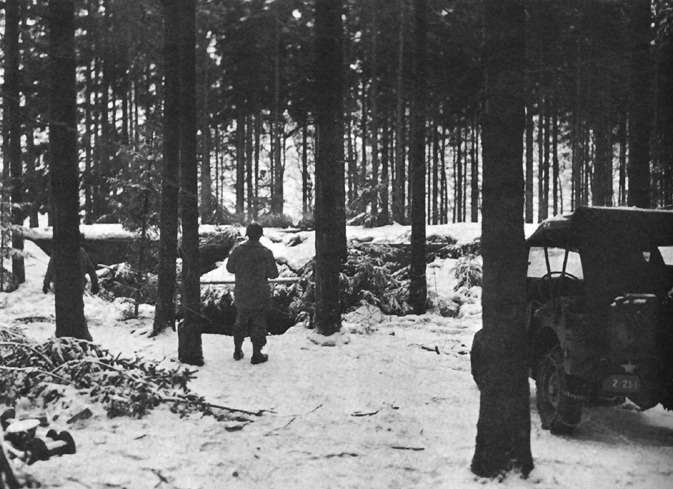
Getarnte Pillbox im Wald, 1944

Eine Pillbox hat eine zylindrische oder mehreckige Form, ist relativ flach und hat umlaufend Schießscharten. Die Pillboxen wurden in standardisierter Bauweise in Größen von wenigen Quadratmetern Grundfläche errichtet und waren zum Schutz von Infanteristen gedacht.
Die ersten Pillboxen wurden im Ersten Weltkrieg errichtet und dienten zum Schutz von Maschinengewehrschützen. Die Mehrzahl der Pillboxen wurde jedoch um das Jahr 1940 als Vorbereitung auf eine erwartete deutsche Invasion (Unternehmen Seelöwe) gebaut. Sie befanden sich oftmals in der unmittelbaren Nähe von strategischen Plätzen wie Flüssen, Brücken oder Flugplätzen. Tausende von Pillboxen sind noch heute in Großbritannien sichtbar.
Außerhalb von Großbritannien wurden vergleichbare Bauwerke z. B. auch in der Tschechoslowakei, Japan, Israel und in großer Zahl in Albanien gebaut.
In Deutschland wurden in vergleichbarer Weise sogenannte Ringstände (oft auch MG-Ringstand) verbaut. Allen diesen Bauten ist das 360° umfassende Schussfeld gemein, dies unterscheidet sie von Schartenständen.
Beispielsweise bestand die Maas-Rur-Stellung – eine im Herbst/Winter 1944/1945 zur Verstärkung des Westwalles erstellte feldmäßige Grabenstellung zwischen der Maas bei Venlo und der Rur bei Wassenberg – vor allem aus solchen Ringständen.
Die Ingenieure Picket und Hamilton erfanden eine versenkbare Pillbox, das Pickett-Hamilton Fort, welches umgangssprachlich auch Pop Up Pillbox genannt wurde.

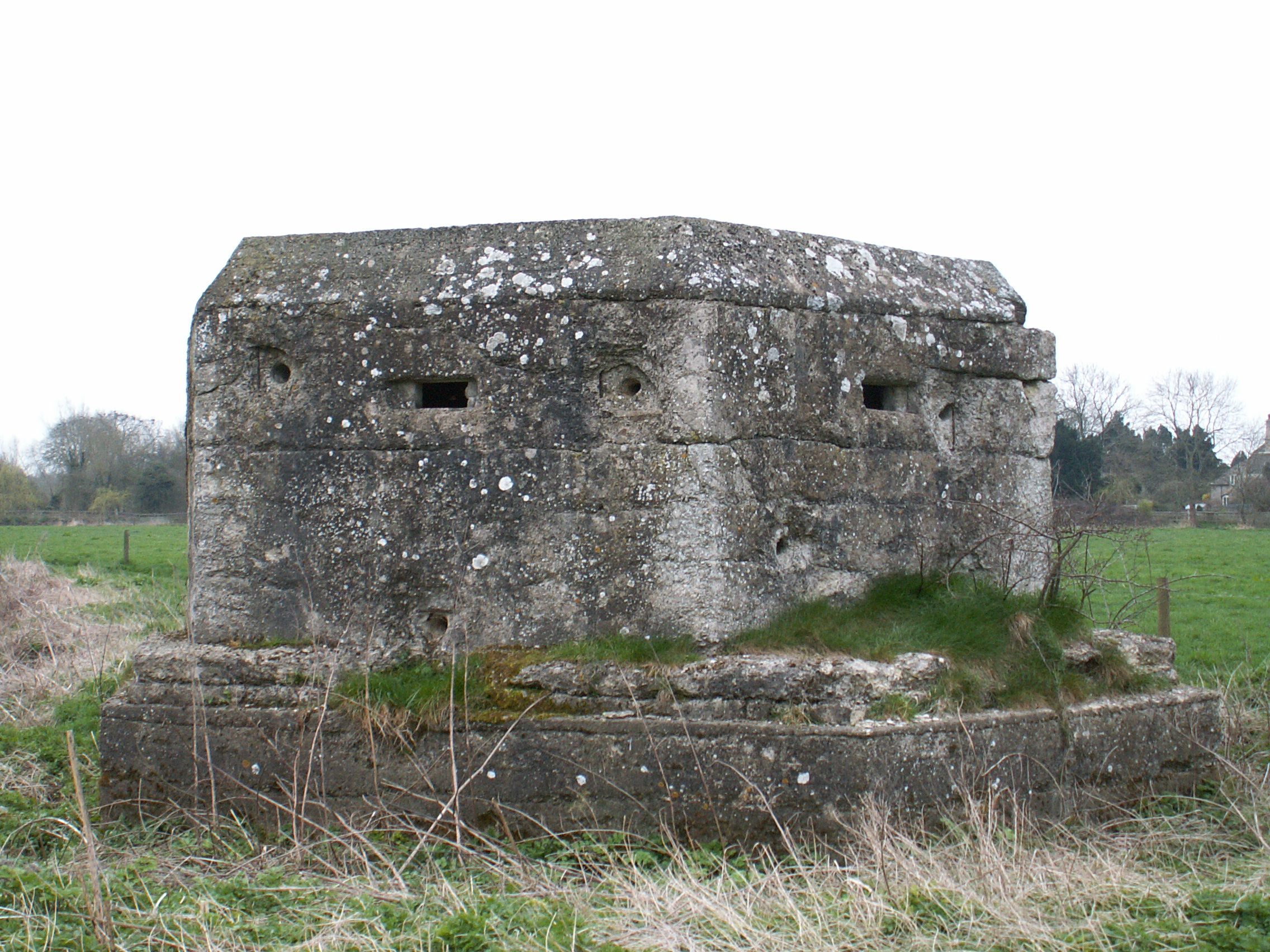
Pillbox an der Themse, nahe Buscot
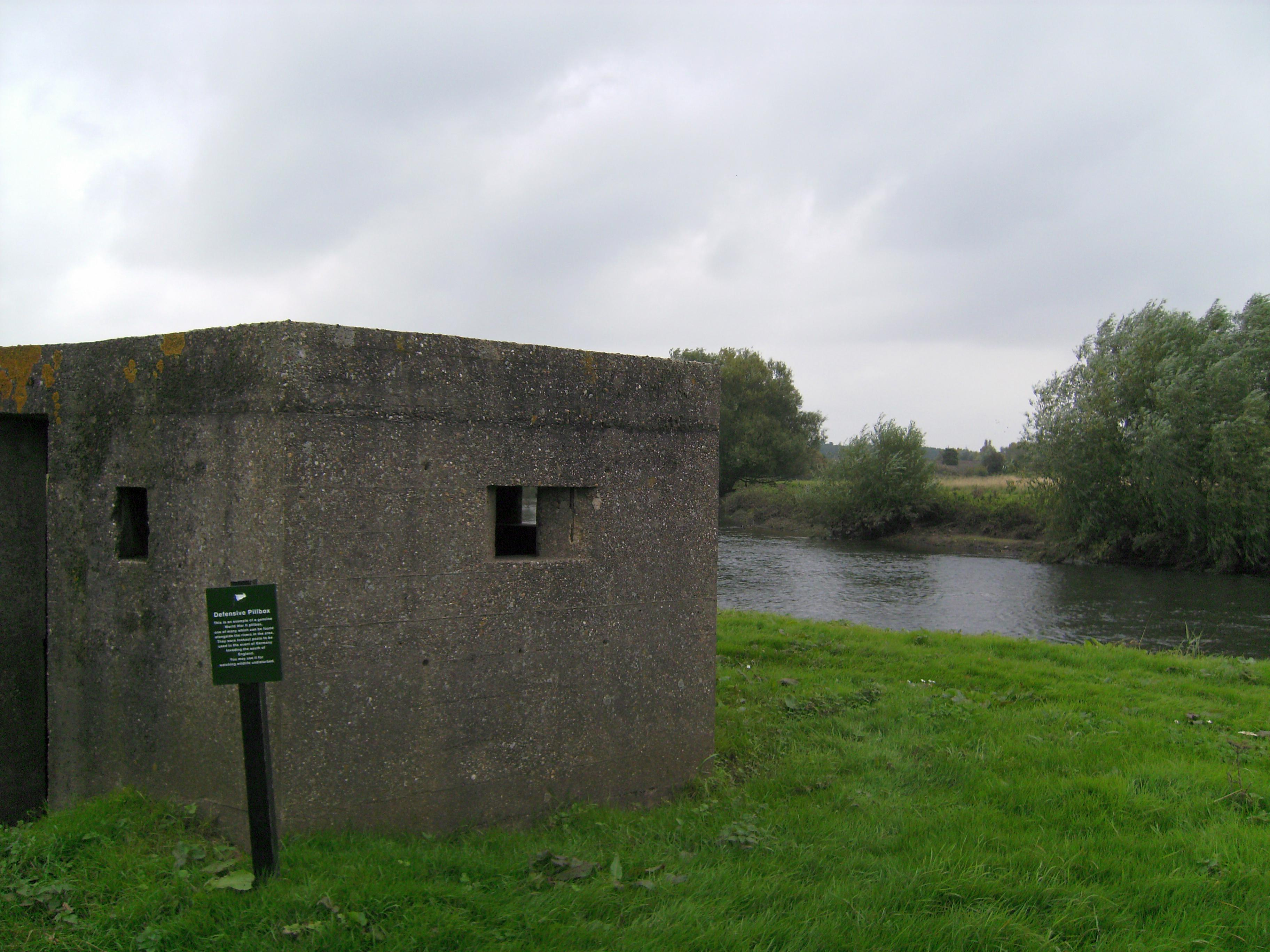
Pillbox an der Lower Tame in Staffordshire
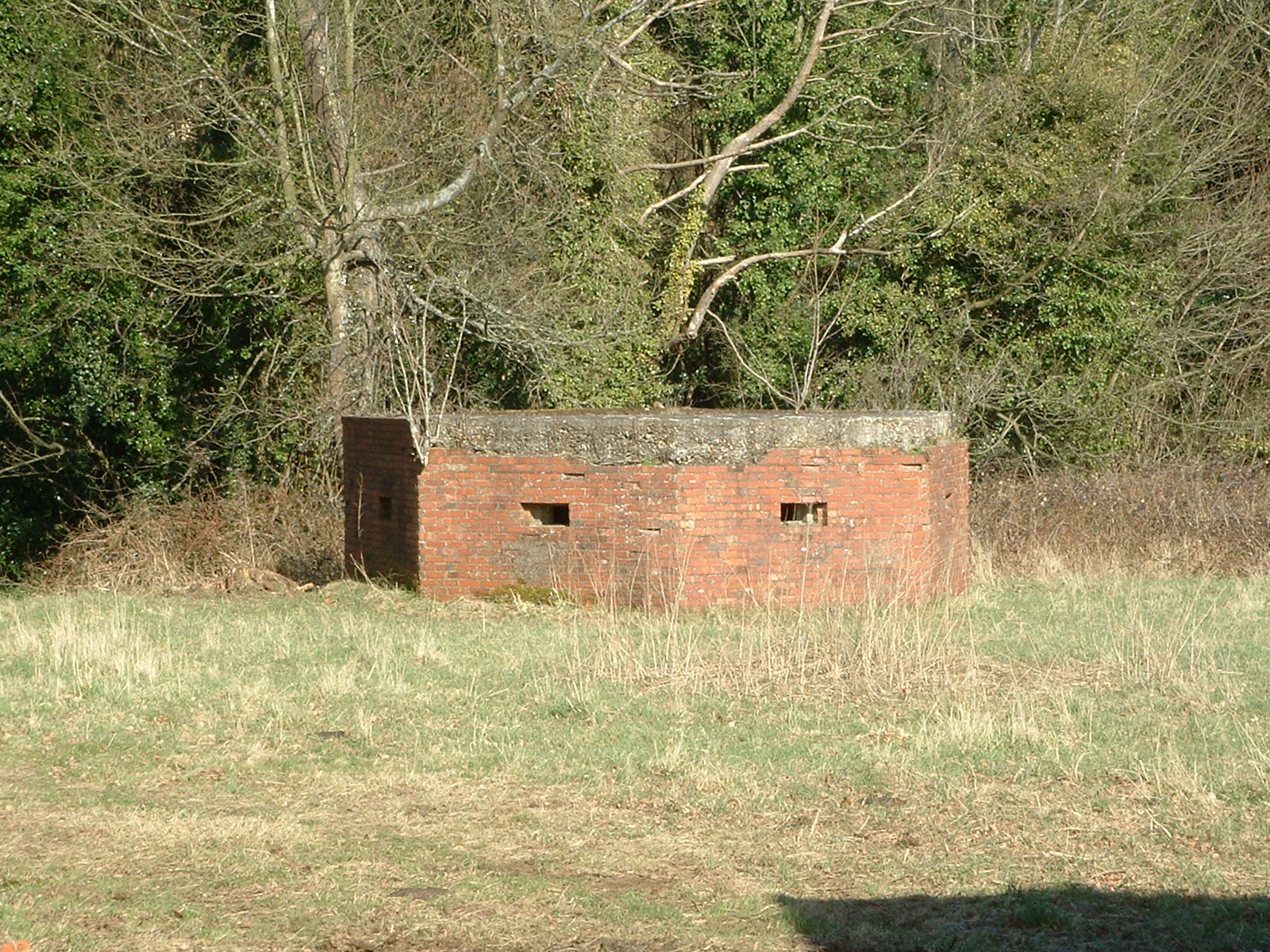
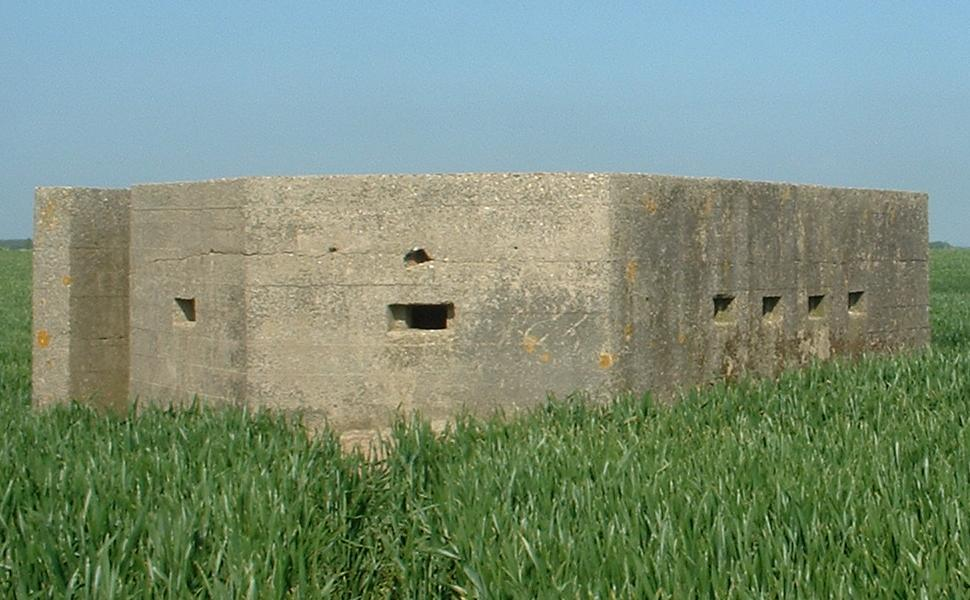
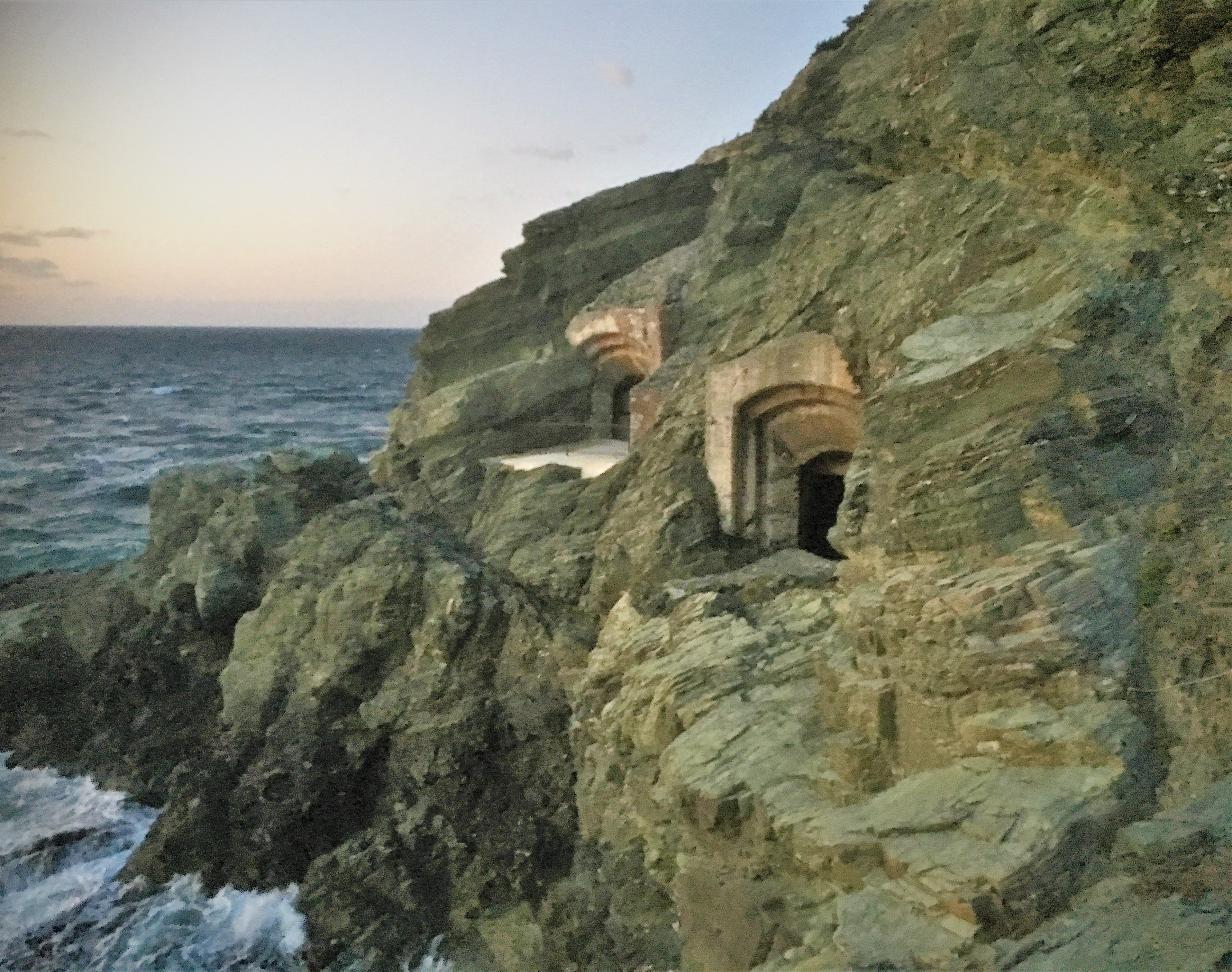
Kai Pillbox
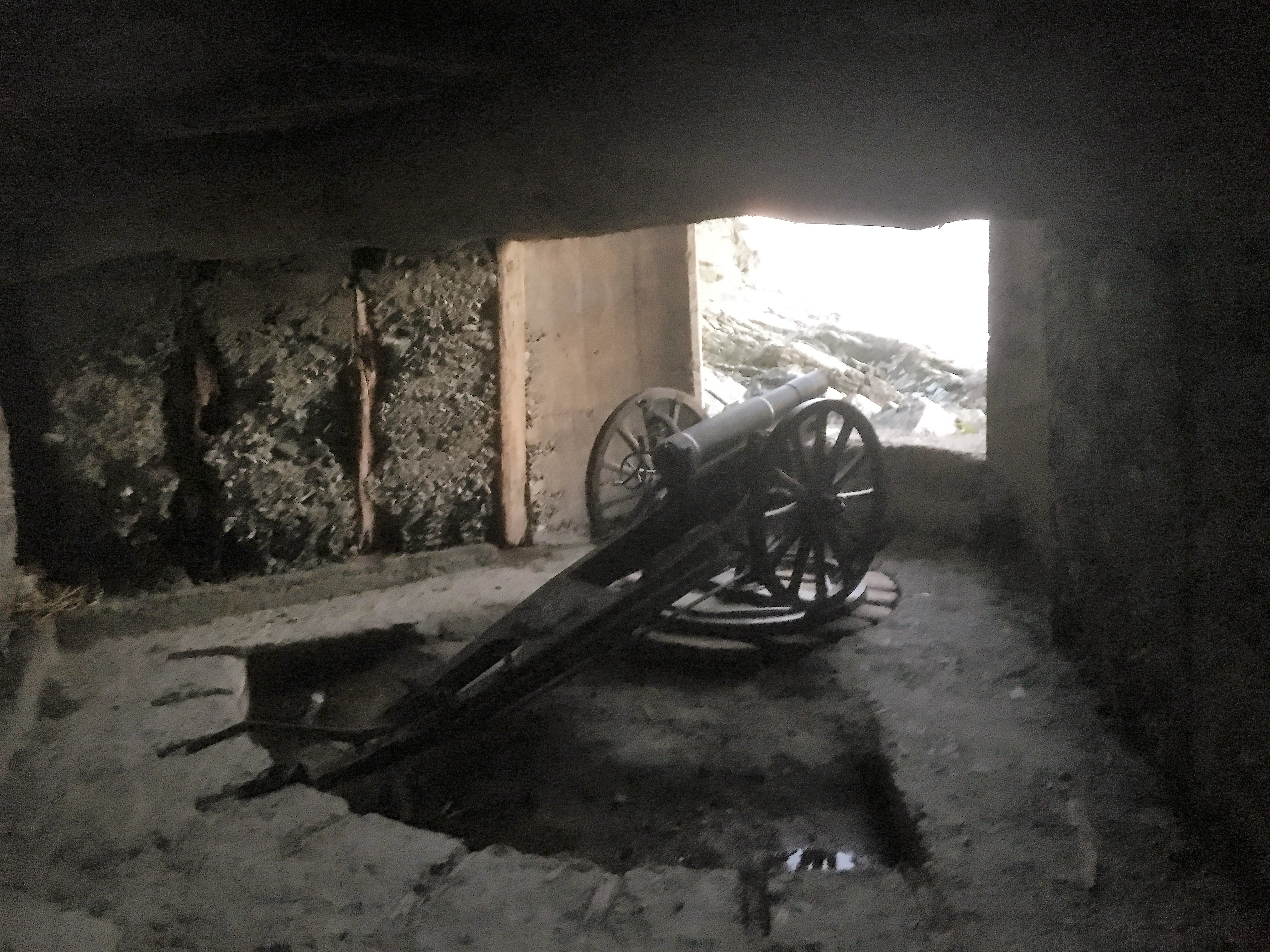
Innen
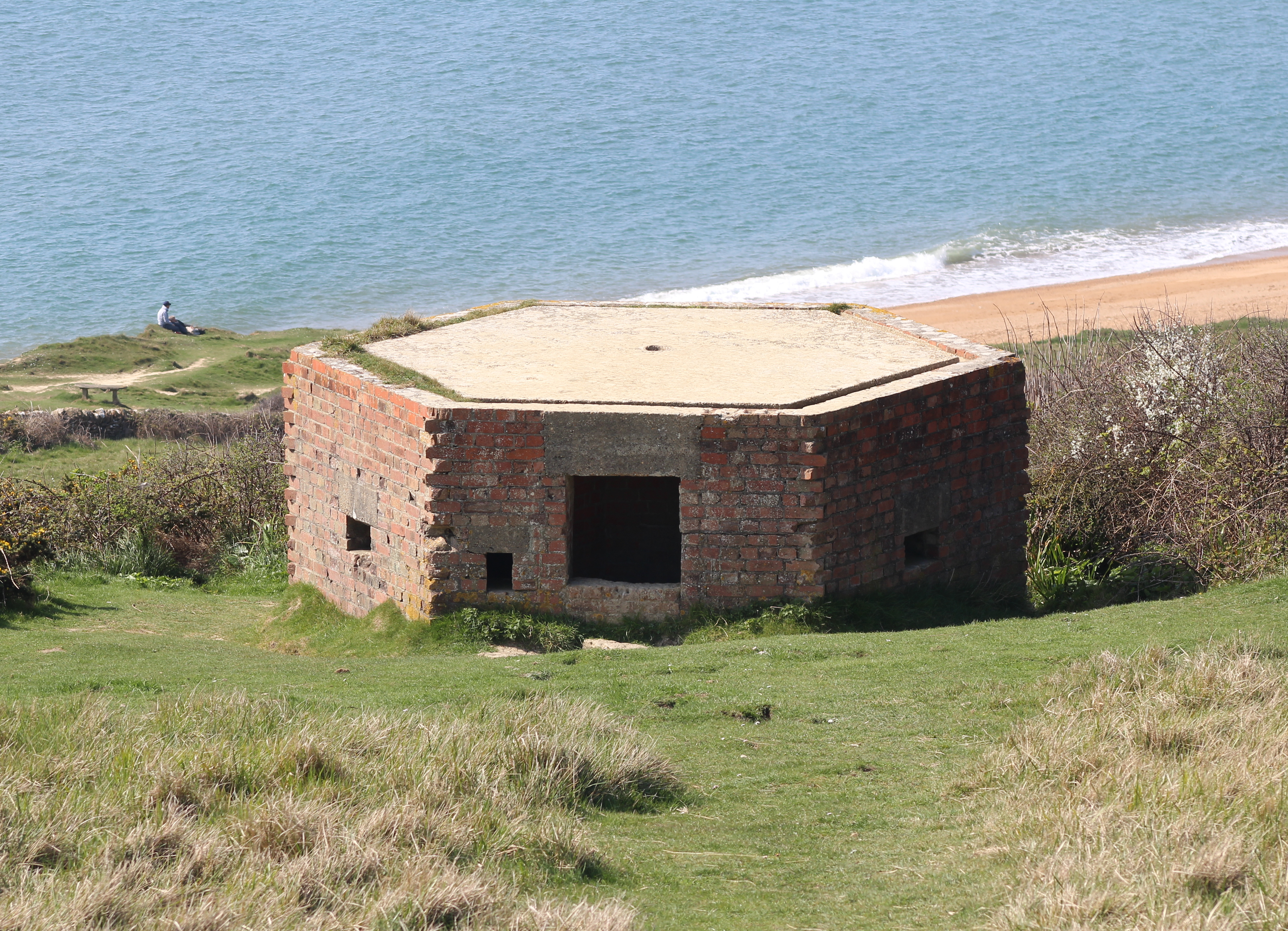
Britischer Bunker aus dem Zweiten Weltkrieg, Burton Bradstock, Dorset
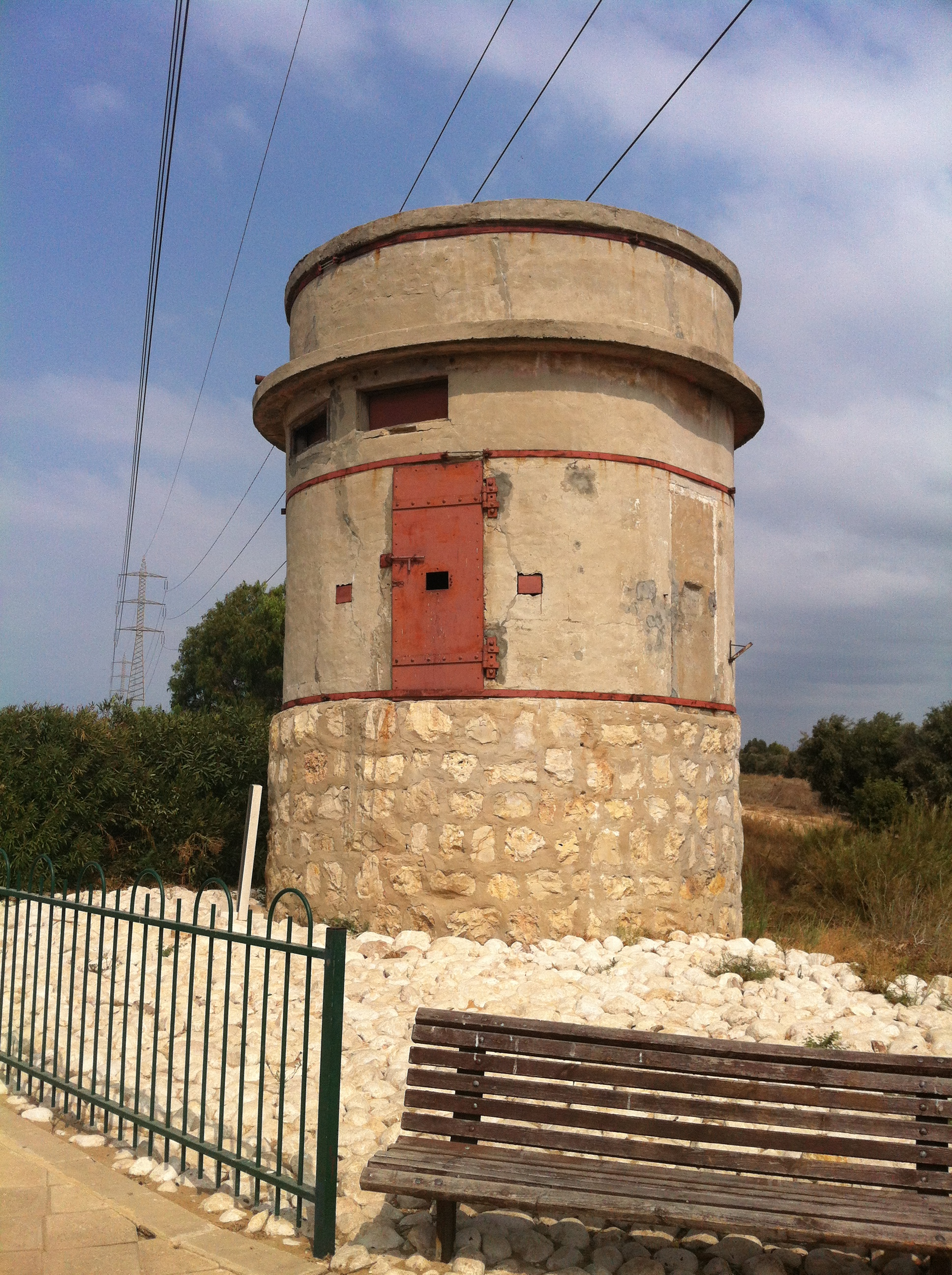
Pillbox ʿAd Halom an der Sinai-Bahn, Aschdod